# Петроний
Тит или Гай Петроний наричан Арбитер (на латински: Titus (Caius) Petronius Arbiter; Arbiter; Titus Petronius Niger; * 27; † 66 в Куме) е древноримски автор и бележит сатирик от времето на Нерон. Неговото най-известно произведение е Сатирикон, в което обрисува живота на римското общество през 1 век.
Тацит съобщава за смъртта на Петроний, заедно с други представители на сенатската опозиция (т.нар. Заговор на Пизон): „В течение на няколко дни загинаха един след друг Аней Мела, Аниций Цериал, Руфрий Криспин и Гай Петроний, Мела и Криспин“.

## Галерия
- Константин Маковски, „Смъртта на Петроний“, 1904
- Сатирикон, издание 1587 г.
- Сатирикон, издание 1709 г.